# Législature d'État du Texas
Pour les autres articles nationaux ou selon les autres juridictions, voir Législature.
89e législature du Texas
Capitole de l'État du Texas
La législature d'État du Texas (en anglais : Texas Legislature) est l'organe législatif bicaméral de l'État américain du Texas.

## Structure
Elle se présente sous la forme d'un parlement bicaméral composé d'une chambre haute, le Sénat de 31 élus, et d'une chambre basse, la Chambre des représentants de 150 élus.
La législature siège au Capitole situé à Austin, capitale de l'État.